# Carlos Ibáñez Muñoz
Carlos Arturo Ibáñez Muñoz es doctor en Derecho y Ciencias Políticas, especialista en derecho Constitucional y Laboral. Fue alcalde de Bucaramanga entre 1995-1997.

## Trayectoria
Fue docente universitario, magistrado, secretario general de la Procuraduría General de la Nación, concejal de Bucaramanga, Gerente de las Empresas Públicas de Bucaramanga, secretario del Interior y secretario de Vivienda de la Gobernación de Santander.
En 1997 la procuraduría general de la nación abrió una investigación formal en contra del entonces alcalde de Bucaramanga, por presunta participación indebida en la política, Sin embargo ninguno de los presuntos procesos fueron comprobados. Lo que si es cierto es que logró un gran avance en infraestructura. Bajo su mandato se construyeron entre otros, el intercambiador de La Puerta del Sol, El Viaducto La Flora, El Hospital del Norte, El Estadio de Atletismo La Flora, La Plaza Metropolitana de Mercadeo. 
En el 2015 fracasó como aspirante a la alcaldía de Bucaramanga. Fue derrotado por Rodolfo Hernández.